# Élection présidentielle colombienne de 2022
L'élection présidentielle colombienne de 2022 se tient le 29 mai 2022 afin d'élire pour quatre ans le président et le vice-président de la république de Colombie.
Le président sortant Iván Duque n'est pas éligible pour un second mandat, la constitution colombienne limitant le chef de l'État à un mandat unique. L'élection présidentielle de mai 2022 suit par ailleurs de quelques mois les élections législatives, organisées le 13 mars précédent.
Le premier tour voit arriver en tête Gustavo Petro et Rodolfo Hernández, qui s'affrontent lors du second tour. La qualification au second tour d'Hernández Suárez est alors une surprise, le candidat ayant mené la quasi-totalité de la campagne en troisième position dans les sondages d'opinions, avant de dépasser Federico Gutiérrez dans la dernière semaine précédant le scrutin.
Gustavo Petro déjoue à son tour les sondages et l'emporte au second tour, devenant ainsi le premier président colombien issu de la gauche.

## Contexte

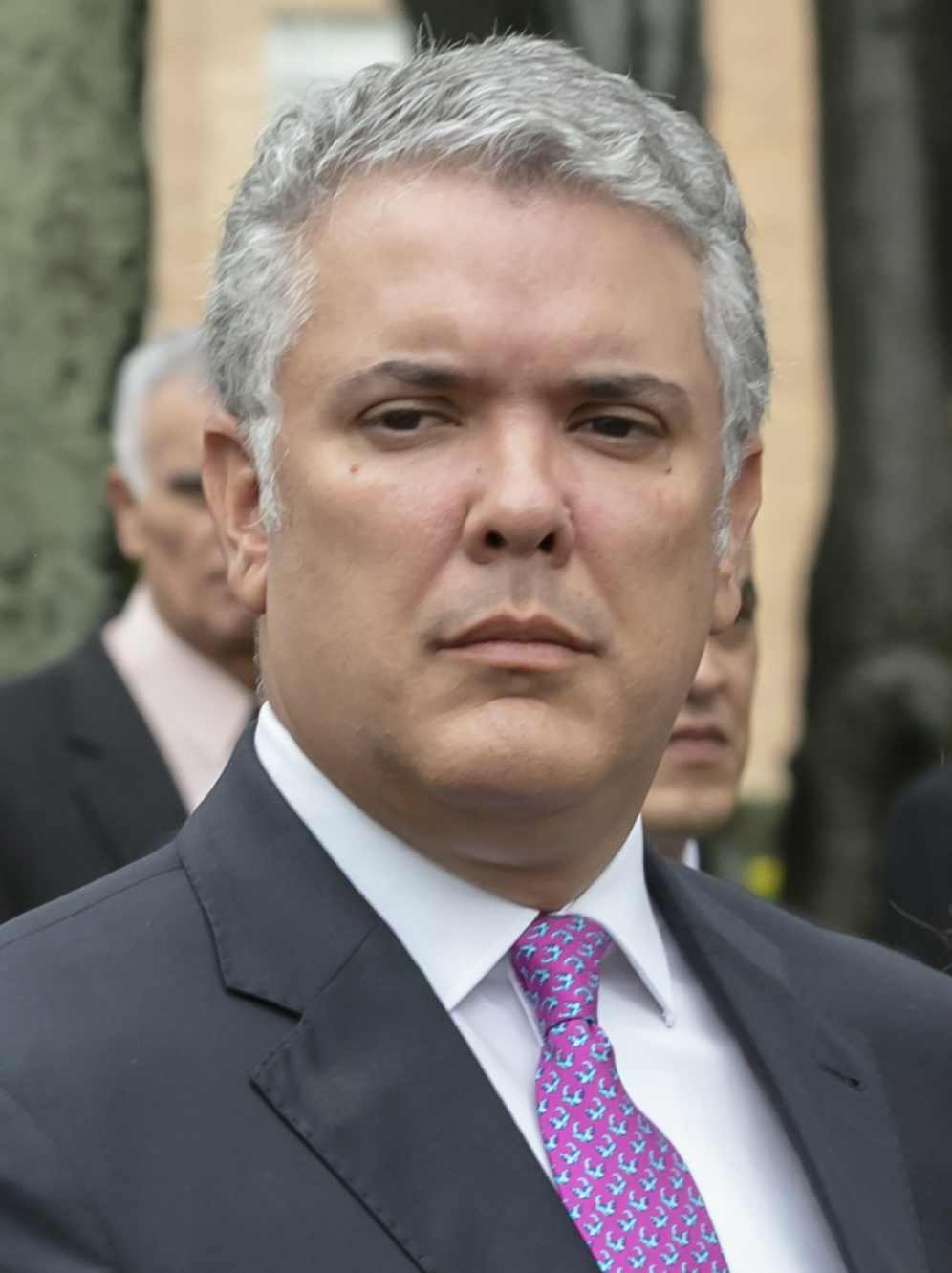
Iván Duque

L'élection présidentielle de mai 2018 voit la victoire au second tour d'Iván Duque, qui réunit près de 54 % des suffrages. Son opposant Gustavo Petro en réunit 41 %, tandis que 4 % des votants choisissent de voter blanc, un vote officiellement reconnu dans le décompte des voix en Colombie. Il prend ses fonctions le 7 août 2018. Arrivé troisième au premier tour, Sergio Fajardo avait annoncé publiquement son intention de voter blanc, son parti Alliance verte appelant à en faire de même ou à voter pour Gustavo Petro,.
La Colombie connait entre 2019 et 2020 des manifestations anti-gouvernementales de grande ampleur, interrompues par la pandémie de Covid-19. Une série de manifestations reprend en septembre 2020 contre les violences policières, suivies de manifestations massives en 2021. La répression de ces trois mouvements de contestation a fait une centaine de morts, tandis que le taux de popularité du président Iván Duque chute à 20 % courant janvier 2022.

## Système électoral
Le président de la République est élu au scrutin uninominal majoritaire à deux tours pour un mandat de quatre ans non renouvelable,. Est élu le candidat ayant réuni la majorité absolue au premier tour ou, à défaut, celui ayant réuni le plus de voix au cours d'un second tour organisé entre les deux candidats arrivés en tête au premier.
La Colombie reconnait les votes blancs comme des votes valides, inclus dans le calcul des résultats. Le candidat victorieux au second tour peut par conséquent être déclaré élu avec un pourcentage des voix exprimées inférieur à 50 %. Par ailleurs, si le total de votes blancs atteint la majorité absolue des votes « valides », il est procédé à un nouveau scrutin auquel les précédents candidats ne peuvent se représenter. Cette disposition ne s'applique cependant pas deux fois de suite : lors de cette nouvelle élection, le candidat ayant recueilli le plus de voix au second tour est déclaré élu quelle que soit le pourcentage de votes blancs.
Peut se présenter à la présidence toute personne âgée d'au moins trente ans et détenant la nationalité colombienne de naissance. Chaque candidat à la présidence se présente avec un colistier, candidat au poste de vice-président. Depuis la réforme constitutionnelle de 2015, le candidat malheureux au second tour devient de droit membre du Sénat et son colistier devient membre de droit de la Chambre des représentants.

## Campagne

### Pacte Historique
| Ticket du Pacte historique de 2022 | Ticket du Pacte historique de 2022    |
| Gustavo Petro                      | Francia Márquez                       |
| Présidente                         | Vice-président                        |
| ---------------------------------- | ------------------------------------- |
| Portrait de Gustavo Petro          | Portrait de Francia Márquez           |
| Maire de Bogota(2012-2015)         | Militant environnemental(depuis 2010) |
|                                    |                                       |

L’économiste et ancien maire de Bogotá Gustavo Petro, déjà candidat à l'élection présidentielle de 2018, mène en tête des intentions de vote dans les sondages d'opinions. Une victoire ferait de lui le premier président de la Colombie issu de la gauche.
Sorti victorieux de la primaire organisée le 13 mars 2022 par la coalition Pacte historique pour désigner son candidat à la présidentielle, Petro en était déjà perçu comme le grand favori. Son parti politique, Colombia Humana, est à l'origine de la création de la coalition Pacte historique pour la Colombie, qui comprend des mouvements sociaux, des associations écologistes ou féministes, ainsi que des personnalités politiques venues de la droite, comme l'ancien maire de Medellín Luis Pérez Gutiérrez et le dirigeant chrétien conservateur Alfredo Saade. La diversité idéologique de la coalition s'avère cependant une source de tensions internes,,. Il choisit Francia Márquez, militante afro-colombienne des droits humains et de l'environnement, comme colistière.
Surtout soutenu par les étudiants et les classes populaires, Petro tente pendant la campagne de convaincre les classes moyennes, ce qui le conduit à modérer son programme économique et ses critiques à l'égard de l'oligarchie traditionnelle, tout en prenant ouvertement ses distances avec le Venezuela, qu'il soutenait auparavant. Il se montre critique à l'égard du système économique néolibéral colombien et de sa dépendance excessive au pétrole et au gaz, défend des propositions progressistes sur la question des droits des femmes et des LGBTQ et soutient un accord de paix entre l’État et les guérillas,.

### Ligue des gouvernants anti-corruption
| Ticket gouvernants anti-corruption de 2022 | Ticket gouvernants anti-corruption de 2022 |
| Rodolfo Hernández                          | Marelen Castillo                           |
| Présidente                                 | Vice-président                             |
| ------------------------------------------ | ------------------------------------------ |
| Rodolfo Hernández                          | Marelen Castillo                           |
| Maire de Bucaramanga(2016-2019)            | Professeur d'université(depuis 1992)       |
|                                            |                                            |

Homme d'affaires devenu maire de Bucaramanga de 2016 à 2019 sans étiquette politique, Rodolfo Hernández se lance dans la campagne pour l'élection présidentielle sous la bannière de la coalition Ligue des gouvernants anti-corruption.
Décrit comme un populiste et comparé à Donald Trump, il fait une campagne tournée vers le rejet de la corruption de la classe politique traditionnelle et met en avant son image d'entrepreneur à succès, capable de transformer la Colombie. Au cours de la campagne, il accuse à plusieurs occasions ses adversaires d'être des « crapules », des « voleurs », et même des « toxicomanes ». Il s'exprime régulièrement de manière très familière et parfois avec grossièreté.
Outre ses positions anti corruption, Rodolfo Hernández se positionne pour la décriminalisation de l'avortement mais contre sa légalisation, pour la légalisation du cannabis à usage médical mais contre son usage récréatif, et soutient une politique de réhabilitation des utilisateurs de drogues en lieu et place de celle répressive alors en vigueur. Il se déclare favorable au mariage homosexuel et à l'homoparentalité ainsi qu'à l'euthanasie,. Il soutient un abaissement de la TVA de 19 à 10 %, la mise en place d'un système de santé universel, d'un revenu de base pour les personnes âgées et celles proches ou en dessous du seuil de pauvreté ainsi que l'effacement des dettes des étudiants ayant les meilleurs notes de leur promotion. Il se positionne également en faveur de la mise en place d'un quota de 50 % de femmes dans les fonctions publiques dont le gouvernement,.
En matière environnementale, il promet d'encourager monétairement le maintien des surfaces boisées, et de limiter la fracturation hydraulique tant que celle ci ne respecte pas des « conditions environnementales ».

### Federico Gutiérrez

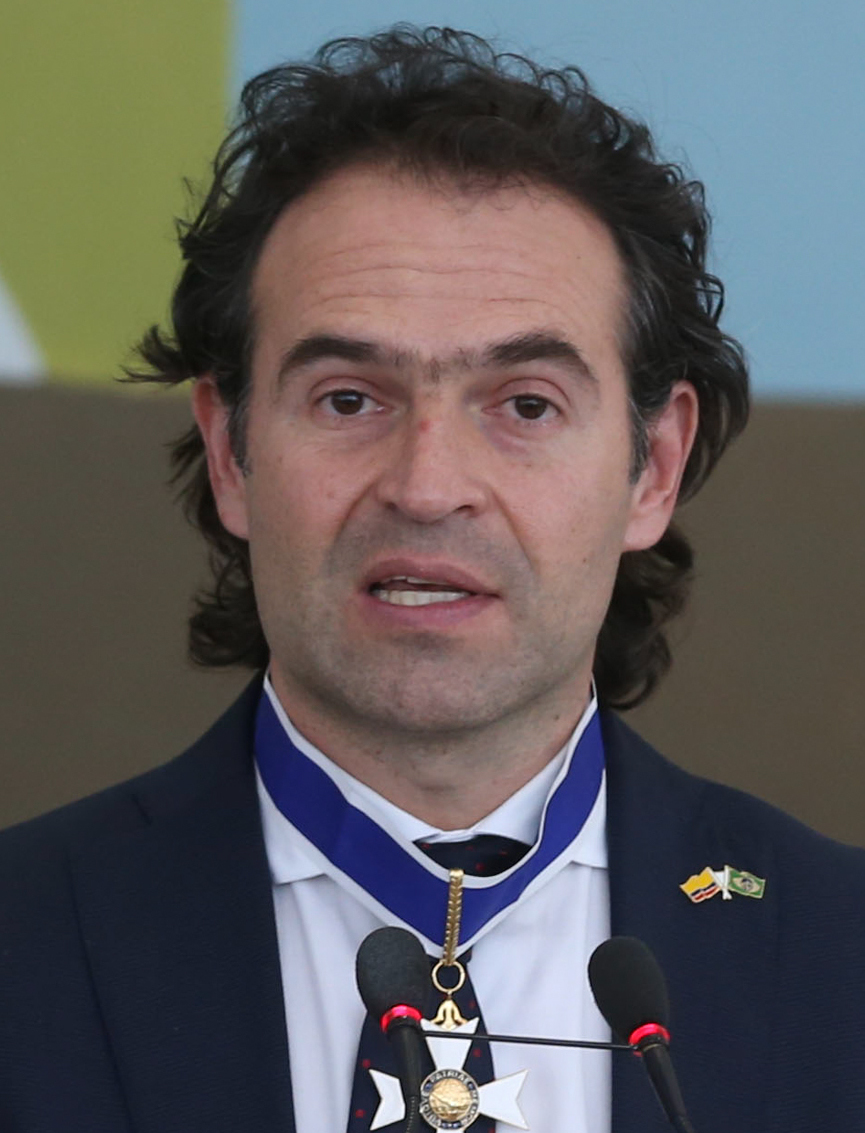
Federico Gutiérrez

Federico Gutiérrez mène la coalition conservatrice Équipe pour la Colombie  (Equipo por Colombia), avant de bénéficier du retrait d'Óscar Iván Zuluaga en sa faveur.

### Sergio Fajardo

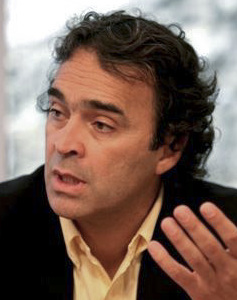
Sergio Fajardo

Candidat de la coalition de centre droit Centre pour l'espoir, Sergio Fajardo arrive en deuxième position dans les intentions de vote. Vainqueur de la primaire interne à la coalition, cet ancien maire de Medellín et candidat malheureux à l'élection présidentielle de 2018, perçu comme favori, l'emporte alors sur Juan Manuel Galán — fondateur avec ses frères du parti Nouveau Libéralisme et fils de Luis Carlos Galán, homme politique très populaire assassiné en 1989 par le cartel de Medellín — et Alejandro Gaviria, ancien ministre et intellectuel de référence pour l'élite libérale de Bogotá. La coalition bénéficie d'un soutien élevé auprès des couches socio-économiques supérieures des grandes villes.
La coalition centriste, qui se fixe pour objectif de faire de la politique  « au-delà de la polarisation », se présente sans unité programmatique, sans projet économique défini et sans réponses communes à des questions aussi pressantes que le conflit armé, la question agraire et le trafic de drogue.

### Retraits
L'ancien ministre et homme d'affaires Óscar Iván Zuluaga, candidat malheureux à l'élection présidentielle de 2014, est investi par le parti au pouvoir, le Centre démocratique. Handicapée par la très forte impopularité du président Iván Duque et une image de représentant des élites traditionnelles, sa candidature est cependant distancée dans les sondages. Apprécié du secteur privé et des sympathisants conservateurs qui craignent la montée de la gauche, Zuluaga se rapproche du centre en se déclarant favorable à une hausse du salaire minimum. Il fait campagne principalement sur le thème de la sécurité, déclarant vouloir mettre en œuvre une « sécurité démocratique 2.0 » en référence à la politique de l'ancien président Alvaro Uribe. Óscar Iván Zuluaga se retire peu après les élections législatives de mars 2022 au profit de Federico Gutiérrez
Íngrid Betancourt se présente avec pour colistier José Luis Esparza sous l'étiquette du Parti vert oxygène, avant de se retirer en faveur de Rodolfo Hernández au vu des sondages la plaçant en dessous de 1 % d'intentions de vote.
Les retraits de ces deux candidats interviennent cependant après l'enregistrement de leur candidatures et l'impression des bulletins de votes, et tous deux figurent par conséquent toujours sur ces derniers au premier tour.

## Sondages

### Premier tour
Le graphique qui aurait dû être présenté ici ne peut pas être affiché car il utilise l'ancienne extension Graph, désactivée pour des questions de sécurité. Des indications pour créer un nouveau graphique avec la nouvelle extension Chart sont disponibles ici.

### Second tour
Le graphique qui aurait dû être présenté ici ne peut pas être affiché car il utilise l'ancienne extension Graph, désactivée pour des questions de sécurité. Des indications pour créer un nouveau graphique avec la nouvelle extension Chart sont disponibles ici.

## Résultats
| Candidats et colisitiers | Candidats et colisitiers                  | Coalitions                            | Premier tour | Premier tour | Second tour | Second tour |
| Candidats et colisitiers | Candidats et colisitiers                  | Coalitions                            | Voix         | %            | Voix        | %           |
| ------------------------ | ----------------------------------------- | ------------------------------------- | ------------ | ------------ | ----------- | ----------- |
|                          | Gustavo Petro Francia Márquez             | Pacte historique                      | 8 541 617    | 40,34        | 11 281 013  | 50,44       |
|                          | Rodolfo Hernández Marelen Castillo        | Ligue des gouvernants anti-corruption | 5 965 335    | 28,17        | 10 580 412  | 47,31       |
|                          | Federico Gutiérrez Rodrigo Lara           | Équipe pour la Colombie               | 5 069 448    | 23,94        |             |             |
|                          | Sergio Fajardo Luis Gilberto Murillo      | Centre pour l'espoir                  | 885 268      | 4,18         |             |             |
|                          | John Milton Rodríguez Sandra de las Lajas | Colombia Justa Libres                 | 271 372      | 1,28         |             |             |
|                          | Enrique Gómez Carlos Cuartas              | Mouvement de salut national           | 48 685       | 0,23         |             |             |
|                          | Íngrid Betancourt José Luis Esparza       | Parti vert oxygène                    | 14 161       | 0,07         |             |             |
|                          | Luis Pérez Gutiérrez Ceferino Mosquera    | Centre démocratique                   | 11 507       | 0,05         |             |             |
|                          | Votes blancs                              | Votes blancs                          | 365 764      | 1,73         | 501 987     | 2,24        |
|                          |                                           |                                       |              |              |             |             |
| Suffrages exprimés       | Suffrages exprimés                        | Suffrages exprimés                    | 21 173 157   | 98,75        | 22 363 412  | 98,70       |
| Votes nuls               | Votes nuls                                | Votes nuls                            | 268 448      | 1,25         | 295 282     | 1,30        |
| Total                    | Total                                     | Total                                 | 21 441 605   | 100          | 22 658 694  | 100         |
| Abstention               | Abstention                                | Abstention                            | 17 560 634   | 45,02        | 16 343 545  | 41,90       |
| Inscrits / participation | Inscrits / participation                  | Inscrits / participation              | 39 002 239   | 54,98        | 39 002 239  | 58,10       |

### Cartes

Candidat arrivé en tête au 1er tour par département
Candidat arrivé en tête au 1er tour par municipalité
Candidat arrivé en tête au 2e tour par département
Candidat arrivé en tête au 2e tour par municipalité

## Analyse
Gustavo Petro arrive largement en tête du premier tour, confirmant la tendance des législatives en faveur de la gauche sur fond de désir de changement de la population face aux inégalités économiques et à la corruption. À la surprise générale, malgré un unique sondage le laissant présager le 20 mai, son opposant au second tour se révèle être l'indépendant populiste Rodolfo Hernández, et non le candidat de droite Federico Gutiérrez, considéré tout au long de la campagne comme le « challenger » de Gustavo Petro. L'élimination de Gutiérrez au premier tour constitue une défaite historique de la droite colombienne. Avec l'accession au ballotage de deux candidats « anti-système », le premier tour marque un rejet de la vieille classe politique qui reconfigure l'échiquier politique,,.
La qualification d'Hernández, un candidat ayant lui aussi fait campagne sur la lutte contre la corruption mais intégralement sur les réseaux sociaux avec une absence totale de présence sur le terrain, se révèle une mauvaise nouvelle pour Petro. Si celui-ci était annoncé vainqueur d'un duel contre Gutiérrez, les sondages le positionnent en effet perdant face à Hernández. Ce dernier reçoit ainsi le soutien de Gutiérrez, qui après avoir reconnu sa défaite au lendemain du scrutin, appelle à voter pour lui,,. Disposant de très peu de réserves de voix, Petro mise sur une mobilisation plus importante des électeurs au second tour, le premier n'ayant vu participer qu'un peu moins de 55 % des inscrits. 
Les sondages laissent apparaitre des clivages tant générationnels que professionnels. Ainsi, plus les Colombiens sont jeunes et plus ils voteraient pour Petro, et plus ils sont âgés et plus ils voteraient pour Hernandez. Les travailleurs du secteur public et du secteur privé, les personnes au chômage et les étudiants voteraient majoritairement pour Petro, tandis que les travailleurs indépendants, les femmes au foyer et les retraités voteraient majoritairement Hernandez. Enfin, plus les Colombiens sont riches et plus ils seraient susceptibles de voter Hernandez, alors que les plus pauvres pencheraient pour Petro.
Gustavo Petro parvient cependant à renverser la tendance au cours de l'entre deux tours, et l'emporte finalement avec la majorité absolue des suffrages exprimés, malgré une baisse de la participation. Il devient ainsi le premier président de gauche de l'histoire de la Colombie. Sa colistière Francia Márquez devient la première vice-présidente d'origine africaine. Au cours de son discours de victoire, il met l'accent sur la paix, la justice sociale et la justice environnementale, s'engageant à mettre le pays « à la tête de la lutte contre le changement climatique » en sauvant notamment la Forêt amazonienne de la déforestation. Rodolfo Hernández reconnaît sa défaite au soir du second tour, appelant Petro à tenir ses engagements en matière de lutte contre la corruption, avant de remercier ses électeurs. Il est suivi par le président sortant Ivan Duque, qui appelle le président élu pour le féliciter et organiser la transition,,,. L'investiture du nouveau président a lieu le 7 août 2022.